# Consejo Feminista Mexicano
Consejo Feminista Mexicano var en mexikansk kvinnoorganisation, grundad 1919.
Den bildades med syftet att verka för kvinnors rösträtt, sedan denna inte hade blivit inkluderad i 1917 års konstitution och uttryckligen uteslutits i 1918 års vallag efter den mexikanska revolutionen. 